# Colaspinella grandis
Colaspinella grandis es un coleóptero de la familia Chrysomelidae.
Fue descrita científicamente en 1880 por Frivaldsky.